# 加藤淳子
加藤 淳子（かとう じゅんこ、1961年6月 - ）は、日本の政治学者、文学者。専攻は、政治過程論、公共政策論、比較政治学。東京大学大学院法学政治学研究科教授。再分配政策決定過程、政党連合理論等の研究で有名。近年は、神経政治学（ニューロ・ポリティクス）と呼ばれる、政治学と脳神経科学の融合を目指した研究を行っている。

## 経歴
東京都生まれ、静岡県立浜松北高等学校卒、東京大学入学後、佐藤誠三郎らの影響を受け、1984年 東京大学教養学部後期課程教養学科を卒業、86年 同大学大学院総合文化研究科相関社会科学専攻修士課程修了、同年よりイェール大学大学院政治学部に留学し、89年 修士号、92年 博士号取得。93年 帰国し、東京大学大学院総合文化研究科助教授となり、その後現職。イェール大学客員研究員（2007年-2008年）。2012年12月1日から文部科学省日本ユネスコ国内委員会委員。 ひらがな表記の「かとうじゅんこ」名義で童話も書いている。

## 著書

### 単著
- The Problem of Bureaucratic Rationality: Tax Politics in Japan. (Princeton University Press, 1994)
- 『税制改革と官僚制』（東京大学出版会 1997年）ISBN 978-4130301084
- にじとそらのつくりかた（かとうじゅんこ）理論社 1999.3 （おはなしランドくじらの部屋） ISBN 978-4652002889
- Regressive Taxation and the Welfare State: Path Dependence and Policy Diffusion. (Cambridge University Press, 2003)
- 月の剣の物語 抜けなくなった剣（かとうじゅんこ）理論社 2009.9 （おはなしルネッサンス）ISBN 978-4652013175

### 共著
- （加藤淳子・川人貞史・吉野孝・平野浩）『現代の政党と選挙』（有斐閣, 2001年　新版　2011年） ISBN 978-4641121249（2001年）ISBN 978-4641124240（2011年）
- （加藤淳子・境家史郎・山本健太郎 編） 『政治学の方法』（有斐閣, 2014年）ISBN 978-4641220379